# Systoechus fumitinctus
Systoechus fumitinctus är en tvåvingeart som beskrevs av Hesse 1938. Systoechus fumitinctus ingår i släktet Systoechus och familjen svävflugor. Inga underarter finns listade i Catalogue of Life.